# Murderdolls
I Murderdolls sono stati un supergruppo alternative metal statunitense, formato nel 1998 dall'allora batterista degli Slipknot Joey Jordison e dall'allora cantante dei Frankenstein Drag Queens from Planet 13, Wednesday 13.

## Storia del gruppo
Il gruppo viene fondato da Jordison nel 1998, inizialmente con il nome di "The Rejects". Dopo vari cambiamenti nella formazione e quello del nome, nel 1999 Jordison reclutò come chitarrista Tripp Eisen degli Static-X (il quale fu sostituito in seguito dall'ex Dope Acey Slade), e chiamò Wednesday 13 al basso. Quest'ultimo divenne più tardi il cantante del gruppo, avendo scritto diverse canzoni nuove; gli ultimi ad entrare nella formazione furono Eric Griffin al basso e Ben Graves alla batteria.
All'inizio furono una garage band nel senso stretto del termine: avrebbero suonato solo quattro concerti con Jordison ed Eisen alle chitarre, e il cantante avrebbe dovuto ancora provare dal vivo, dopo il completamento dell'album. Jordison, infatti, non aveva mai incontrato Wednesday 13 prima del giorno in cui avrebbero cominciato a registrare. I Murderdolls prendono spunto da alcuni gruppi come Kiss, Mötley Crüe, Alice Cooper e compongono canzoni di un genere misto tra glam rock, hair metal, thrash metal, street metal e punk rock.
Nel 2002 viene pubblicato Beyond the Valley of the Murderdolls, i cui brani più noti sono Dead in Hollywood, Graverobbing U.S.A. e Kill Miss America. Una buona parte dei pezzi dell'album sono un rifacimento di brani del precedente gruppo di Wednesday 13, i Frankenstein Drag Queens from Planet 13: 197666, Dead in Hollywood, Die My Bride, Kill Miss America, Let's Go to War, Slit My Wrist e Twist My Sister. Dopo la pubblicazione di tale disco, la band andrà in tour fino al 2004 per poi prendersi quella che si rivelerà poi una lunga pausa.
Nel 2010 infatti i Murderdolls vengono riformati, con una formazione differente però. Tra marzo e luglio dello stesso anno, hanno completato le registrazioni del loro secondo album, Women and Children Last. Sempre nel 2010 aprono i concerti del tour europeo dei Guns N' Roses. Dal disco sono stati estratti i singoli My Dark Place Alone e Nowhere.
Sul nuovo disco Wednesday 13 ha dichiarato: "Non vediamo questo disco come un ritorno, ma come una vendetta! La scena musicale è noiosa e stantia come lo era nel 2002 quando abbiamo formato la band per la prima volta".

## Formazione
Ultima
- Joey Jordison – chitarra solista, voce (2002–2004, 2010–2011)
- Wednesday 13 – voce, tastiera, chitarra (2002–2004, 2010–2011)

Ex-componenti
- Tripp Eisen – chitarra ritmica, cori (2002)
- Acey Slade – chitarra ritmica, cori (2002–2004)
- Eric Griffin – basso, cori (2002–2004)
- Ben Graves – batteria (2002–2004)

Turnisti
- Roman Surman – chitarra ritmica, cori (2010–2011)
- Jack Tankersley – basso (2010–2011)
- Racci Shay – batteria (2010–2011)
- Jason West – batteria (2011)

## Discografia

### Album in studio
- 2002 – Beyond the Valley of the Murderdolls
- 2010 – Women and Children Last

### EP
- 2002 – Right to Remain Violent

### Singoli
- 2002 – Dead in Hollywood
- 2003 – White Wedding
- 2010 – My Dark Place Alone
- 2010 – Nowhere